# Corinne Maîtrejean
Corinne Maîtrejean (Tassin-la-Demi-Lune, 8 novembre 1979) è un'ex schermitrice francese, specialista del fioretto, vincitrice di una medaglia d'argento e di due medaglie di bronzo ai Campionati mondiali di scherma.
Ha annunciato il proprio ritiro dall'attività al termine della stagione 2014.

## Palmarès
In carriera ha conseguito i seguenti risultati:
- Mondiali

Kazan 2014: bronzo nel fioretto a squadre.
Budapest 2013: argento nel fioretto a squadre.
Lipsia 2005: bronzo nel fioretto a squadre.
- Europei

Strasburgo 2014: bronzo nel fioretto a squadre.
Legnano 2012: argento nel fioretto a squadre.
Zalaegerszeg 2009: bronzo nel fioretto a squadre.
Kiev 2008: bronzo nel fioretto a squadre.